# St. Jakobus (Jakobwüllesheim)

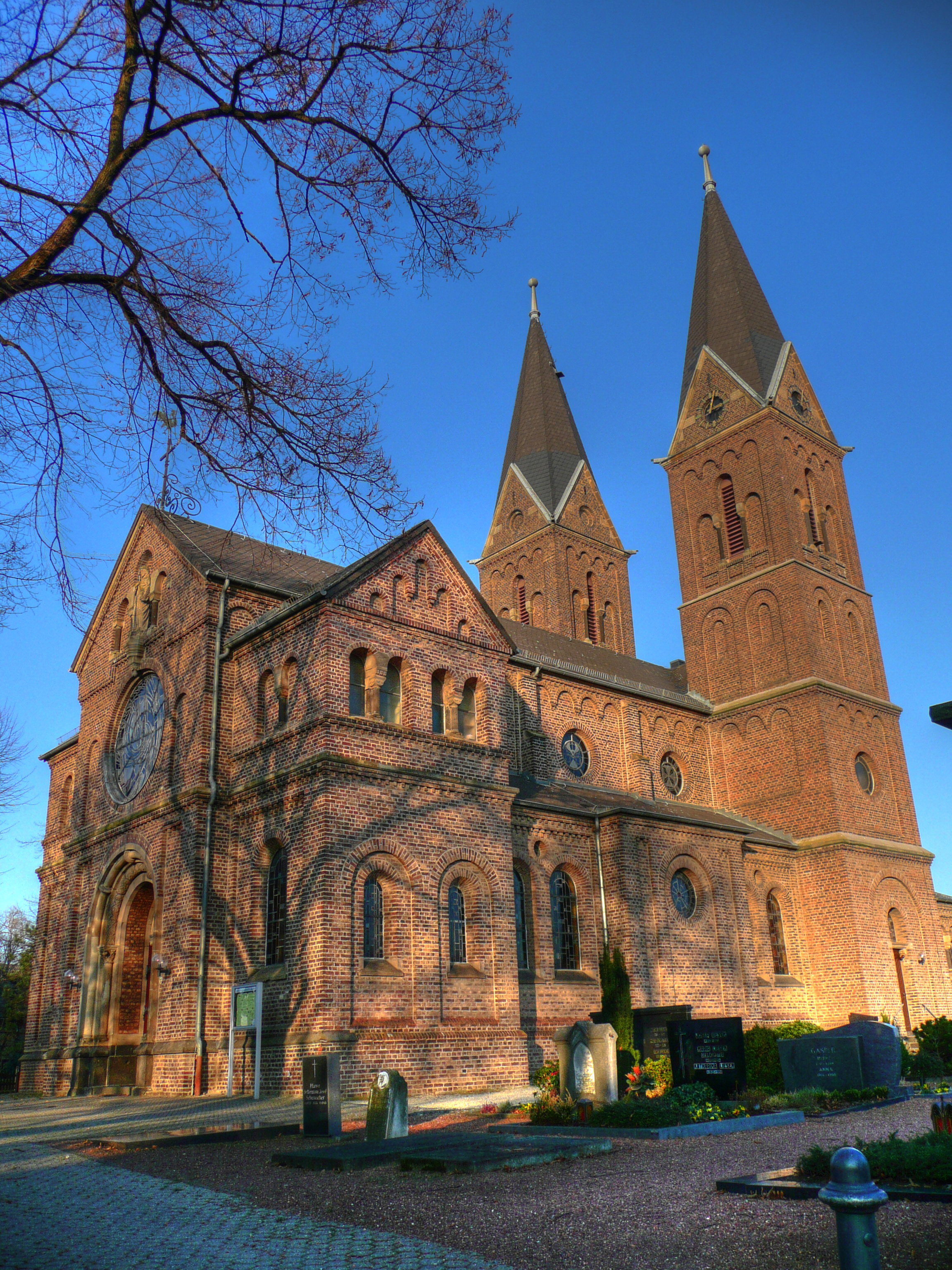
St. Jakobus in Jakobwüllesheim

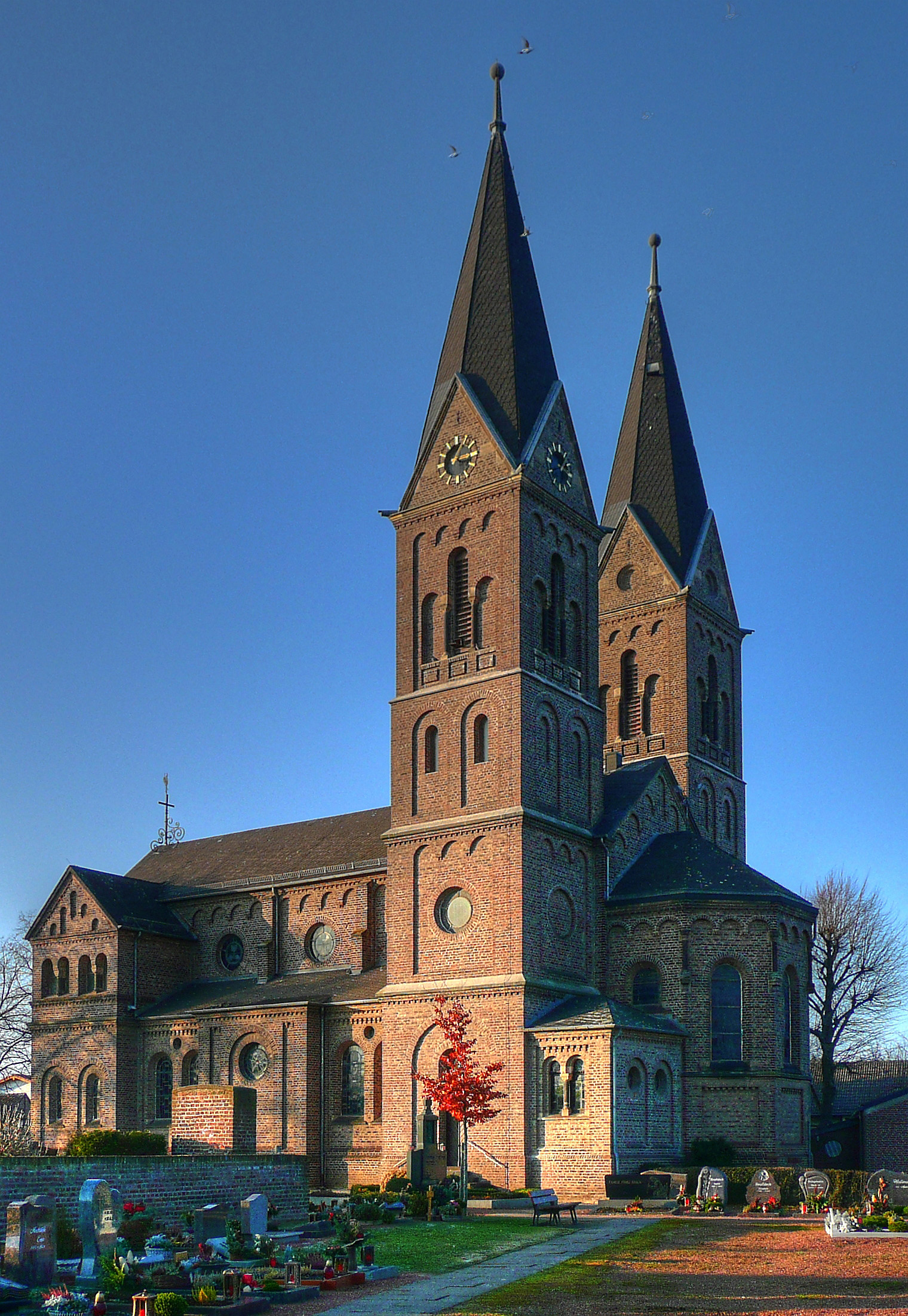
Choransicht

St. Jakobus ist die römisch-katholische Filialkirche des Ortsteils Jakobwüllesheim der Gemeinde Vettweiß im Kreis Düren (Nordrhein-Westfalen).
Die Kirche ist Jakobus dem Älteren geweiht und unter Nummer Jak-5 in die Liste der Baudenkmäler in Vettweiß eingetragen.

## Geschichte

### Allgemeines
Eine Kapelle in Jakobwüllesheim wurde das erste Mal im Jahr 1174 urkundlich erwähnt. Das Kölner Ursulastift besaß Rechte an dieser Kapelle. 1689 wurde dieses Bauwerk zerstört. Erst um 1724 wurde ein neues Gotteshaus im Baustil der Spätgotik errichtet. Diese Kirche wurde im September des Jahres 1891 abgerissen, da es baufällig geworden war.
1804 wurde Jakobwüllesheim, bis dahin eine Filiale der Pfarre Soller, zur eigenständigen Pfarrei erhoben, die jedoch 1808 wieder aufgelöst und als Filiale der Pfarre Kelz zugeordnet wurde. Erst 1842 wurde die Pfarrei wiedererrichtet. Zum 1. Januar 2010 wurde die Pfarrei St. Jakobus in Jakobwüllesheim aufgelöst und mit den ehemaligen Pfarreien St. Gereon (Vettweiß), St. Amandus (Müddersheim), St. Antonius (Ginnick), St. Gangolf (Soller), St. Michael (Kelz), St. Johann Baptist (Sievernich), St. Mariä Himmelfahrt (Disternich), St. Martin (Froitzheim), und St. Petrus (Gladbach) zur Großpfarre St. Marien, Vettweiß fusioniert.

### Kirchengebäude
Die heutige Kirche wurde von 1891 bis 1893 nach Plänen des Kölner Architekten und Regierungsbaumeisters Heinrich Krings errichtet. Bereits am 14. Februar 1888 beschloss der Kirchenvorstand der Pfarre den Bau einer neuen Pfarrkirche. Noch im selben Jahr wurde Heinrich Krings mit den Neubauplanungen beauftragt. Am 15. August 1888 legte Krings dem Kirchenvorstand einen ersten Entwurf vor, der im Januar 1889 zur Genehmigung dem Generalvikariat des Erzbistums Köln, zu dem Jakobwüllesheim bis 1930 gehörte, eingereicht wurde. Daraufhin fertigte der damalige Straßburger Diözesanbaumeister Franz Schmitz ein Gutachten zu den Planungen an und schlug einige Korrekturen vor, die Krings schließlich in seinen Planungen umsetzte. Diese Pläne wurden schließlich auch vom Generalvikariat genehmigt. Am 26. Juli 1891 wurde der erste Spatenstich getan und mit den Bauarbeiten begonnen, das feierliche Hochamt zu diesem Anlass zelebrierte der Präses des Kölner Priesterseminars Dr. Ludwigs. Am 10. April 1892 wurde der Grundstein gelegt, nachdem die Gemeinde in Prozession von der Alten Kirche zum festlich geschmückten Bauplatz gezogen war. Die Konsekration fand am 17. Juni 1893 durch den damaligen Kölner Weihbischof und späteren Erzbischof Antonius Fischer statt.
In Folge des Zweiten Weltkriegs wurde das Gotteshaus 1944 vor allem an Mauerwerk und Dach stark beschädigt. Zudem wurden sämtliche Fenster zerstört. Ab 1947 konnte die Kirche wieder für Gottesdienste genutzt werden und um 1956 erhielt der Innenraum einen neuen Anstrich.

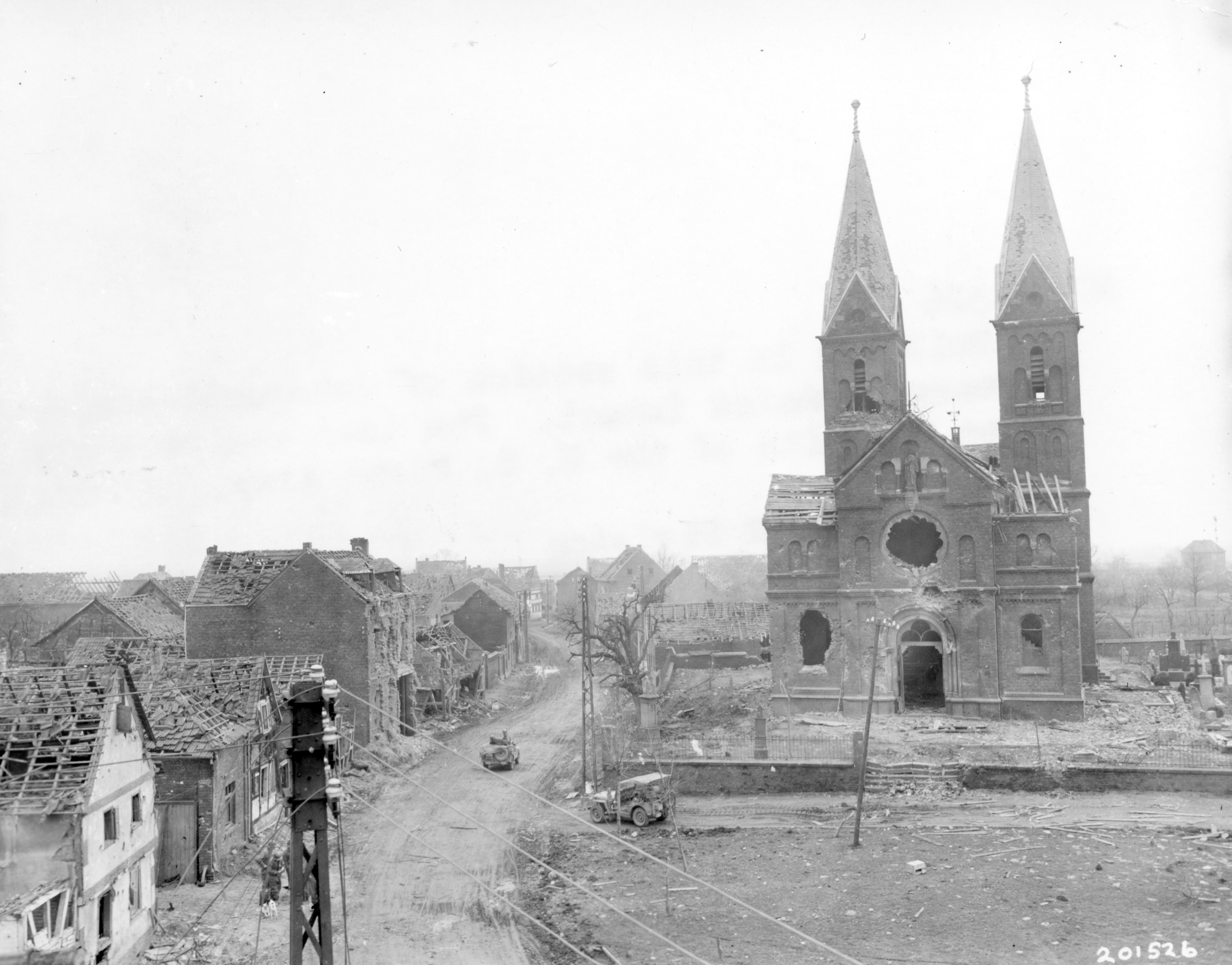
Die stark beschädigte Kirche am 28. Februar 1945

## Architektur
St. Jakobus ist eine reich gegliederte Backsteinbasilika im Baustil der Neuromanik in Südwest-Nordost-Ausrichtung. Im Südwesten besitzt sie eine zweigeschossige Vorhalle, die einem Querhaus ähnelt, sowie im Nordosten einen fünfseitig geschlossenen Chor. Dieser wird von ca. 48 Meter hohen und viergeschossigen Zwillingstürmen, von denen jedoch nur einer die Glocken birgt, flankiert. Zwischen Chor und Westvorbau erstreckt sich das dreijochige Langhaus. Das Mittelschiff ist im Innern 6 Meter breit und die Seitenschiffe sind im ersten und dritten Joch 2,30 Meter breit. Das mittlere Joch der Seitenschiffe ist etwas breiter. Der gesamte Innenraum ist mit Kreuzrippen- und Kreuzgratgewölben überwölbt. Die Arkaden zwischen Mittel- und Seitenschiffen werden durch Säulen aus poliertem, roten Granit unterteilt. Insgesamt ist das Bauwerk 30,50 Meter lang und 16 Meter breit.
Die Jakobwüllesheimer Kirche ist eine von drei neuromanischen Kirchen, die Regierungsbaumeister Heinrich Krings plante.

## Ausstattung
Im Innenraum hat sich nahezu die komplette Ausstattung aus der Erbauungszeit erhalten. Der neuromanische Hochaltar, sowie die beiden neuromanischen Nebenaltäre, die Kanzel, sowie die Kommunionbank, die Rahmen der Kreuzwegstationen und der Fußboden, der aus Platten der Sinziger Mosaikplatten- und Tonwarenfabrik besteht, wurden wie die Kirche ebenfalls nach Plänen von Heinrich Krings geschaffen. Dadurch sind die Ausstattungsstücke auf die Architektur des Innenraums abgestimmt. Die Unterbauten der Altäre sowie Kanzel und Kommunionbank bestehen aus Lahnmarmor.
Im Chor ist noch die originale Ausmalung aus der Erbauungszeit erhalten. Diese wurde 1988 restauriert und stellt Jesus Christus auf einem Regenbogen dar, der von Maria und Josef begleitet wird. Der Rest der zum großen Teil ornamentalen Bemalung wurde in den 1950er Jahren übertüncht. Die Bänke und der hölzerne Beichtstuhl stammen ebenfalls aus dieser Zeit.
Auf den beiden Nebenaltären befinden sich zwei Figuren des Bildhauers Wilhelm Albermann. Sie stellen Maria und Josef dar. Er schuf auch eine Figur des hl. Donatus im rechten Seitenschiff.
Die meisten Fenster der Kirche schuf Sr. Hildegard Birks 1965 und 1966. Sie stellen bis auf die Rosette über dem Hauptportal geometrische Formen dar. Die Rosette ist den fünf Wundmalen des Erlösers gewidmet. Die sechs Fenster im Obergaden sind Werke des Dürener Künstlers Herb Schiffer aus dem Jahr 1981. Sie stellen florale Kompositionen dar.

## Sonstiges
Bekannt ist die Kirche auch als Bausatz-Modell des Modellbahnzubehör-Herstellers Viessmann Modelltechnik, welcher das Modell unter seiner Marke Kibri vertreibt und als eine der wenigen zweitürmigen Modellkirchen auf vielen H0-Modelleisenbahnanlagen zu finden sein dürfte.

## Pfarrer
Folgende Priester wirkten bis zur Auflösung der Pfarre als Pastor an St. Jakobus:
| von – bis | Name                     |
| --------- | ------------------------ |
| 1929–1934 | Rudolf Wiemers           |
| 1934–1945 | Hermann Josef Schumacher |
| 1946–1975 | Gottfried Joppen         |
| 1975–1981 | Rudolf Pleuß             |
| 1982–1989 | P. Klemens Etgeton MSF   |
| 1989–1992 | Hermann Küppers          |
| 1992–2000 | P. Josef Lieth CSSp      |
| 2000–2005 | Wilhelm Lennarz          |
| 2005–2010 | Gerd Kraus               |